# Élections générales manitobaines de 1999
L'élection générale manitobaine de 1999 se déroule le 21 septembre 1999 afin d'élire les députés de l'Assemblée législative du Manitoba. Il s'agit de la 37e élection générale dans cette province du Canada depuis sa création en 1870. Le Nouveau Parti démocratique, dirigé par Gary Doer, est porté au pouvoir après 11 années dans l'opposition, défaisant le gouvernement progressiste-conservateur de Gary Filmon et formant un gouvernement majoritaire.

## Résultats
| Parti | Parti                      | Chef           | # de candidats | Sièges | Sièges      | Sièges | Sièges  | Voix    | Voix    | Voix     |
| ----- | -------------------------- | -------------- | -------------- | ------ | ----------- | ------ | ------- | ------- | ------- | -------- |
| Parti | Parti                      | Chef           | # de candidats | 1995   | Dissolution | Élus   | % Diff. | #       | %       | % Diff.  |
|       | Nouveau Parti démocratique | Gary Doer      | 57             | 23     | 23          | 32     | +39,1 % | 219 689 | 44,51 % | +11,70 % |
|       | Progressiste-conservateur  | Gary Filmon    | 57             | 31     | 31          | 24     | -22,6 % | 201 562 | 40,84 % | -2,03 %  |
|       | Libéral                    | Jon Gerrard    | 50             | 3      | 2           | 1      | -50 %   | 66 111  | 13,40 % | -10,33 % |
|       | Manitoba Party             | Roger Woloshyn | 12             | *      | *           | -      | *       | 2 869   | 0,58 %  | *        |
|       | Vert                       | Markus Buchart | 6              | *      | *           | -      | *       | 973     | 0,20 %  | *        |
|       | Libertarien                | Dennis Rice    | 6              | -      | -           | -      | -       | 658     | 0,13 %  | +0,01 %  |
|       | Communiste                 | Darrell Rankin | 6              | *      | *           | -      | *       | 446     | 0,09 %  | *        |
|       | Indépendant                | Indépendant    | 4              | -      | -           | -      | -       | 1 126   | 0,23 %  |          |
|       | Vacant                     | Vacant         | Vacant         | Vacant | 1           | n/a    | n/a     | n/a     | n/a     | n/a      |
| Total | Total                      | Total          | 198            | 57     | 57          | 57     | -       | 493 534 | 100 %   |          |

Notes :
* N'a pas présenté de candidats lors de l'élection précédente.

## Source
- (en) Cet article est partiellement ou en totalité issu de l’article de Wikipédia en anglais intitulé « Manitoba general election, 1999 » (voir la liste des auteurs).